# شکارچی موش (کمیک)
شکارچی موش (به انگلیسی: Ratcatcher) با نام اصلی اوتیس فلانیگان، یک شخصیت خیالی ابرشرور در کتاب‌های کامیک آمریکایی منتشر شده توسط دی‌سی کامیکس است که اغلب به عنوان دشمن شخصیت ابرقهرمان بتمن به‌شمار می‌رود. این شخصیت توسط آلن گرانت، جان واگنر و نورمن بریفوگل خلق شده‌است؛ که برای نخستین بار در شمارهٔ ۵۸۵ از کمیک‌های کارآگاهی (آوریل ۱۹۸۸) حضور پیدا کرد.
نسخهٔ مؤنث این شخصیت تحت نام کلیوو کازو / شکارچی موش ۲ با بازی دانیلا ملچیور، در فیلم جوخه انتحار (۲۰۲۱) به کارگردانی جیمز گان حضور دارد.